# Stanisław Jędrzejewski (socjalista)
Stanisław Jędrzejewski ps. Karol, (ur. 22 kwietnia 1878 r. w Warszawie, zm. 11 maja 1909 r. w Abacji) – działacz socjalistyczny i niepodległościowy.

## Życiorys
Z ruchem socjalistycznym zetknął się podczas nauki w gimnazjum. Należał do "kółek etycznych" organizowanych przez Edwarda Abramowskiego. Po uzyskaniu matury wyjechał do Szwajcarii i rozpoczął studia na wydziale chemicznym politechniki we Fryburgu. Tam w styczniu 1902 r. wstąpił do organizacji zagranicznej Polskiej Partii Socjalistycznej. Po uzyskaniu w lipcu 1902 r. doktoratu powrócił do Królestwa i rozpoczął działalność polityczną.
Na VI Zjeździe PPS w czerwcu został wybrany do Centralnego Komitetu Robotniczego PPS. Od kwietnia 1903 r. kierował okręgiem kielecko-radomskim, a od grudnia 1903 r. okręgiem lubelsko-siedlecko-łomżyńskim. Od sierpnia 1904 r. stał na czele organizacji w okręgu łódzkim oraz zagłębiowskim.
W kwietniu 1905 r. został aresztowany w Warszawie i osadzony w X Pawilonie Cytadeli Warszawskiej. Zwolniony w czerwcu 1905 r. Uczestniczył we wsparciu słynnej akcji uwolnienia dziesięciu więźniów z Pawiaka w 1906 r. W związku z tym do kwietnia do sierpnia 1906 r. ponownie więziony w X Pawilonie. Po zwolnieniu wyjechał do Galicji na leczenie rozwijającej się gruźlicy. W czasie rozłamu w PPS wszedł do PPS Frakcji Rewolucyjnej. Na IX Zjeździe PPS (Frakcji Rewolucyjnej) został wybrany do Centralnego Komitetu Robotniczego. Po powrocie do Królestwa działał na terenie różnych okręgów (Radom, Ostrowiec Świętokrzyski, Kielce, Warszawa, Zagłębie Dąbrowskie, Częstochowa). 27 maja 1908 r. aresztowany na stacji Granica i uwięziony po raz kolejny w X Pawilonie. Zwolniony w lutym 1909 r.za kaucją wyjechał do Krakowa a następnie na leczenie do Abacji (obecna Chorwacja) gdzie zmarł.
Pośmiertnie (1932 r.) odznaczony Krzyżem Niepodległości z Mieczami.